# 明安廓菴先生手写日记
《明安廓菴先生手写日记》，全名为《明安廓菴先生手寫日記不分卷崇禎乙亥正月至癸巳十二月二十九日，壬午正月初一至甲申八月十二日》，为安广居生前手书日记，属线装手稿善本，现藏于上海图书馆。

## 简介
《明安廓菴先生手写日记》为明末政治人物、东林党领袖安希范之长子安广居亲笔手书之日记。该日记自崇祯八年（1635年）起，至崇祯十七年（1644年）八月止，记录了明朝最后九年时间里安广居个人、无锡安氏家族、甚至明末政局的动态，亦涵盖了气候变化（例如节气、雨水等）和生活细节（例如物价、出行、着装、礼仪等）。为后人了解和掌握明末清初动荡的时局、中国古代乡村生活、以及明末士大夫面对朝代更迭时精神世界的变化提供了详实和准确的第一手史料。

## 涉及历史事件
- 甲申之变
- 李自成入京